# Квіринал

Сім пагорбів Риму

Квіринал (лат. Collis Quirinalis, італ. Colle Quirinale) — найвищий із семи пагорбів Риму. Висота 57 м над рівнем моря. Знаходиться на північному сході від історичного центру міста. Сьогодні на ньому розташовується офіційна резиденція президента Італії — Квіринальський палац (Palazzo del Quirinale), що раніше була літньою резиденцією пап.
За легендою сабіни, які заселяли цю місцевість мали на цьому пагорбі вівтар своєму божеству Квіріну. Звідти і пішла назва.